# به جهنم عروسی خوش آمدید
به جهنم عروسی خوش آمدید (انگلیسی: Welcome to Wedding Hell; کره‌ای: 결혼백서) یک مجموعه تلویزیونی محصول کره جنوبی سال ۲۰۲۲ به کارگردانی سونگ جه یونگ و سو جو وان و با بازی لی جین-ووک، لی یون هی، کیل یونگ وو و یون یو-سون است. این مجموعه از ۲۳ مه تا ۱۵ ژوئن ۲۰۲۳، روزهای دوشنبه، سه‌شنبه و چهارشنبه ساعت ۱۹:۰۰ (کی‌اس‌تی) از کاکائو تی‌وی در ۱۲ قسمت منتشر شد.
این مجموعه برای استریم در نتفلیکس در مناطق منتخب قابل دسترسی است.